# 東湊村
東湊村（ひがしみなとむら）は、石川県鹿島郡にあった村。現在の七尾市中心部の東方一帯にあたる。

## 地理
- 海洋 ： 七尾湾

## 歴史
- 1889年（明治22年）4月1日 - 町村制の施行により、鹿島郡佐味村、万行村、佐野村、大田村、沢野村、殿村及び大田新村を廃し、その区域をもって鹿島郡東湊村を設置する。
- 1939年（昭和14年）7月20日 - 鹿島郡七尾町、東湊村、矢田郷村、徳田村、西湊村及び石崎村を廃し、鹿島郡七尾町、東湊村、矢田郷村、徳田村、西湊村、石崎村及び和倉町字奥原及び字和倉の区域をもって七尾市を設置する。